# Institut régional de santé publique (Bénin)
L'Institut régional de santé publique du Bénin ou institut régional de santé publique Comlan Alfred Quenum (IRSP-CAQ) est un établissement international de formation en santé publique, de recherche pour la santé, d’expertise et de prestation de services. Basé dans la ville historique de Ouidah, il est directement rattaché à l'université d'Abomey-Calavi.

## Historique et mission
L'Irsp à vu le jour grâce à un partenariat entre l'état béninois et l'organisation mondiale de la santé en 1977,. Selon l'arrêté 2011 N°001/MESRS/CAB/DC/SGM/R-UAC/SP-C portant création, attributions, organisation et fonctionnement de l'Institut régional de santé publique, il est indiqué que ce dernier jouit d'une autonomie de gestion dans l’université d’Abomey-Calavi. L'institut régional de santé publique Comlan Alfred Quenum à pour mission de promouvoir la formation de ressources humaines en santé publique, en épidémiologie, en santé, environnement et recherche,.
Pour mener à bien sa mission, l'institut est compartimenté en quatre départements : le département de biostatistique et épidémiologie, le département politiques et système de santé , le département santé et environnement et le département promotion de la santé,.